# Campionato del mondo sportprototipi 1982
Il Campionato del mondo endurance 1982, la cui denominazione ufficiale è World Endurance Championship, è stata la 11ª edizione del Campionato del mondo sportprototipi.
Organizzato e regolamentato dalla Federazione Internazionale dell'Automobile, tramite la Federazione Internazionale Sport Automobilistico, per i prototipi gruppo C è stato vinto dalla Porsche con la 956. Jacky Ickx con la Porsche si aggiudica il Campionato del mondo piloti.

## Vetture ammesse
Fu la prima serie a corrersi sotto i regolamenti del nuovo Gruppo C previsto nei regolamenti FIA dall'annesso J/1981. Potevano partecipare anche vetture del Gruppo B, Gruppo 6, Gruppo 5 e delle varie categorie IMSA (GTP, GTX, GTO, GTU e T) anche se le vetture non corrispondenti ai nuovi gruppi C e B concorrevano solo per il titolo piloti e non quello per costruttori.
Le vetture concorrevano divise in Classi o Categorie:
- Classe 1: Gruppo C, Gruppo 5 (>2000 cm³) e IMSA GTX (>2000 cm³);
- Classe 2: Gruppo B (>2000 cm³), IMSA GTO (>2500 cm³), Gruppo 4 (>2000 cm³), Gruppo 5 (<2000 cm³), Gruppo 5/1975 (<2000 cm³) e Gruppo 6 (<2000 cm³);
- Classe 3: IMSA GTU (<2500 cm³), Gruppo 2 (>2000 cm³) e Gruppo 3 (<2000 cm³);
- Classe 4: Gruppo B (<2000 cm³), Gruppo 2 (<2000 cm³), Gruppo 3 (<2000 cm³) e Gruppo 4 (<2000 cm³)

Si svolse dal 18 aprile 1982 al 17 ottobre 1987 con 8 gare, di cui 5 valide solo per il titolo costruttori.
È anche il primo anno in cui nella definizione di costruttore entra anche il costruttore del telaio e non solo quella del costruttore del motore.

## Programma
| n. | Gara                                          | Circuito                             | Data         |
| -- | --------------------------------------------- | ------------------------------------ | ------------ |
| 1  | Trofeo Filippo Caracciolo (1000km)            | Autodromo Nazionale Monza            | 18 aprile    |
| 2  | The Pace Petroleum 6 Hours                    | Circuito di Silverstone              | 16 maggio    |
| 3  | Rudolf Caracciola Wanderpreis 1000 Kilometres | Nürburgring                          | 30 maggio    |
| 4  | 24 ore di Le Mans                             | Circuit de la Sarthe                 | 19-20 giugno |
| 5  | Trophee Diners Club 1000 Kilometres           | Circuit de Spa-Francorchamps         | 5 settembre  |
| 6  | Trofeo Banca Toscana 1000 Kilometres†         | Autodromo Internazionale del Mugello | 19 settembre |
| 7  | WEC in Japan (6 Ore del Fuji)†                | Fuji Speedway                        | 3 ottobre    |
| 8  | Shell Oils 1000 Kilometres†                   | Circuito di Brands Hatch             | 17 ottobre   |

† - Gare valide per il solo campionato piloti

## Punteggio
I punti venivano assegnati ai primi 10 classificati secondo la sequenza: 20-15-12-10-8-6-4-3-2-1, con le eccezioni
- Non prendevano punti i piloti che non percorrevano sulla vettura una certa percentuale di gara.
- I costruttori prendono punti solo per la propria vettura meglio classificata. I punti conquistati dalle altre vetture non vengono assegnati.
- Le vetture non appartenenti al Gruppo C e al Gruppo B non danno punti per la classifica costruttori

### Risultati
| 1 | Circuito          | team Vincitore                             | Risultati |
| 1 | Circuito          | Piloti vincitori                           | Risultati |
| - | ----------------- | ------------------------------------------ | --------- |
| 1 | Monza             | Automobiles Jean Rondeau                   | Resoconto |
| 1 | Monza             | Henri Pescarolo Giorgio Francia            | Resoconto |
| 2 | Silverstone       | Martini Racing                             | Resoconto |
| 2 | Silverstone       | Michele Alboreto Riccardo Patrese          | Resoconto |
| 3 | Nürburgring       | Martini Racing                             | Resoconto |
| 3 | Nürburgring       | Michele Alboreto Riccardo Patrese Teo Fabi | Resoconto |
| 4 | La Sarthe         | Rothmans Porsche                           | Resoconto |
| 4 | La Sarthe         | Jacky Ickx Derek Bell                      | Resoconto |
| 5 | Spa-Francorchamps | Rothmans Porsche                           | Resoconto |
| 5 | Spa-Francorchamps | Jacky Ickx Jochen Mass                     | Resoconto |
| 6 | Mugello           | Martini Racing                             | Resoconto |
| 6 | Mugello           | Piercarlo Ghinzani Michele Alboreto        | Resoconto |
| 7 | Fuji              | Rothmans Porsche                           | Resoconto |
| 7 | Fuji              | Jacky Ickx Jochen Mass                     | Resoconto |
| 8 | Brands Hatch      | Rothmans Porsche                           | Resoconto |
| 8 | Brands Hatch      | Jacky Ickx Jochen Mass                     | Resoconto |

## Campionato Costruttori
Costruttori del telaio e del motore erano considerati come un singolo costruttore, quindi più telai o più motori possono essere elencati.
Le vetture conformi al Gruppo 6 potevano partecipare ma non prendevano punti per il titolo costruttori. In particolare questo valeva per le Lancia LC1.
Non erano assegnati punti per le gare 6,7 8
Il titolo costruttori andò alla Porsche, a causa di una circostanza casuale. La casa di Stoccarda, intendendo la stagione come di transizione e di sviluppo del nuovo modello 956 partecipò solo ad alcune gare. In particolare non partecipò né alla prima gara, perché la vettura non era ancora pronta, né alla terza gara (per preparare la "24 ore di Le Mans"). Proprio in questa gara però una Porsche 930 di Gruppo B della scuderia privata "Müllerbräu Team" si classificò nona assoluta e prima del Gruppo B alle spalle della Lancia (fuori classifica costruttori), ad una Rondeau di Gruppo C e ad altre 6 vetture anch'esse fuori classifica costruttori.
Trattandosi di una vettura Porsche sia per telaio che motore, alla casa di Weissach vennero assegnati i 15 punti che si assommarono a quelli conquistati in altre gare dalle vetture ufficiali di Gruppo C. A nulla valse il ricorso di Jean Rondeau convinto al termine della stagione di aver conquistato il titolo costruttori.
| Pos. | Telaio  | Motore       | Gara 1 | Gara 2 | Gara 3 | Gara 4 | Gara 5 | Totale |
| ---- | ------- | ------------ | ------ | ------ | ------ | ------ | ------ | ------ |
| 1    | Porsche | Porsche      |        | 20     | 15     | 20     | 20     | 75     |
| 2    | Rondeau | Ford         | 20     | 12     | 20     | 8      | 10     | 70     |
| 3    | Nimrod  | Aston Martin |        | 10     |        | 10     | 4      | 24     |
| 4    | WM      | Peugeot      | 15     | 6      |        |        |        | 21     |
| 5    | Ford    | Ford         |        | 8      |        |        | 2      | 10     |
| 6    | Sauber  | Ford         |        | 4      |        |        | 6      | 10     |
| 7    | Lola    | Ford         |        | 3      |        |        |        | 3      |

## Principali Vetture Partecipanti
- "Gruppo C"
  - Porsche 956
  - Porsche 936C
  - Porsche CK5
  - Ford C100
  - WM P82-Peugeot
  - Lola T610-Ford
  - Rondeau M382 e M482-Ford
  - Sauber SHS C6-Ford
  - Nimrod NRA/C2 - Aston Martin
  - March 82G
- "Gruppo 6"
  - Lancia LC1
  - Osella PA9-BMW
- "Gruppo 5"
  - Porsche 935
  - Lancia Beta Montecarlo Turbo
- "Gruppo B"
  - Porsche 930
  - BMW M1